# 忠厚乡
忠厚乡，是中华人民共和国黑龙江省齐齐哈尔市富裕县下辖的一个乡镇级行政单位。

## 行政区划
忠厚乡下辖以下地区：
庆生村、蓬生村、忠厚村、日升村、荣生村、农乐村和春生村。